# Sinocorophium alienense
Sinocorophium alienense is een vlokreeftensoort uit de familie van de Corophiidae. De wetenschappelijke naam van de soort is voor het eerst geldig gepubliceerd in 1988 door Chapman.